# Platthy-kastély
A bánhorváti barokk stílusú Platthy-Vladár kastély a Bükk-vidék északi részén, a Bán-patakon túl található. 1752-ben épült.

## Története
Az épület mai helyén az 1500-as években már állt egy – Bárius László tulajdonában lévő – kúria. A jelenlegi kastélyt a Vladár és a Platthy család építette, és kb. 120-150 évvel később alakították ki az épületet körülölelő kastélyparkot. Vladár Ervin igen gazdag könyvtára az 1910-es években 8000 darab könyvből állt.
A bejárat felett található a család megfordított címere, egy szarvascsillag. Alatta a következő felirat látható a Platthy és Szirmay család közös címerén: „EMER PLATTYH.DE N. PALUGYAI DIVÉK ANNA DE SZIRMA EREXERUNT 1752.” Ennek jelentése: "1752-ben emelték a palugyai nemzetségből származó Platthy Imre és Szirmai Anna."
1849-ben Vladár Józsefné született nagylónyai és vásárosnaményi Lónyay Sarolta (1812–1890) volt a kastély úrnője. A néphit és a Vladár család emlékezete szerint a Tardonán bujkáló Jókai Mór többször volt vendége a kastélynak és könyvtárának, amikor a hatóság őt Tardonán kereste.
A kastélyhoz a magyar történelemből négy Kazinczy is köthető. Kazinczy Péter a Wesselényi-összeesküvésben vett részt. Kazinczy Ferenc a nemzeti irodalom életét ebből a vármegyéből irányította két évtizeden keresztül. Fia, Kazinczy Lajos az 1848–49-es szabadságharc tábornoka; végül unokaöccse, Kazinczy Gábor a kastély lakója volt 1850-től 1864-ig. A szabadságharc bukása után Kazinczy Gábor egy ideig remeteségben élt az országos állapotok miatt. Neki köszönhetően gyakran volt Bánfalva a jeles írók találkozóhelye, irodalmi alközpontja. Gyakran megfordult itt a tardonai remete, Jókai Mór, illetve Tompa Mihály költő is.
A Bánfalvi kastély tulajdonosa a századfordulónál Vladár Józsefné Lónyay Karolina fia nagycsepcsényi és muthnai Vladár Ervin (1833-1928), jogász, császári és királyi kamarás, Zemplén vármegye főjegyzője, országgyűlési képviselő, földbirtokos volt. Ott lakott nejével harasztkeréki Ferenczy Mária (1865–1949) asszonnyal, valamint ott született és nevelkedett az ugyanolyan nevű fia Vladár Ervin (1897–1984), genfi magyar főkonzul. Ifjabb Vladár Ervin 1924-ben feleségül vette gróf széki Teleki Gabriella (1904–1982) kisasszonyt, akinek a szülei széki gróf Teleki János (1868–1937), koltói nagybirtokos és alsócsernátoni Damokos Gabriella (1873–1938) lányát.

Idősebb Vladár Ervin és neje Ferenczy Mária 1897-ben Bánfalván 3170 kataszteri holdas földbirtokkal rendelkezett. Később 1937-re ifjabb Vladár Ervin földbirtokos Bánfalván 1816 kataszteri holdas földbirtokkal rendelkezett.
A kommunizmus bevezetése után ifjabb Vladár Ervintől a kastélyt és a földbirtokát elvették. A kastély 1945 után először a Bányatröszt, később a Keletbükki Erdőgazdaság tulajdona volt. 1975-től a Mezőtúri Városi Önkormányzathoz tartozik.
A kastély jelenleg üdülőként üzemel, magántulajdonban van, esküvők helyszínéül is szolgál. Az épület körül majorsági épületek, kissé odébb családi kripta látható. A kastély közelében egy 17. században barokk stílusban épült festett famennyezetes református templom, illetve az 1848–49-es szabadságharc 150. évfordulójára felavatott emlékmű található.

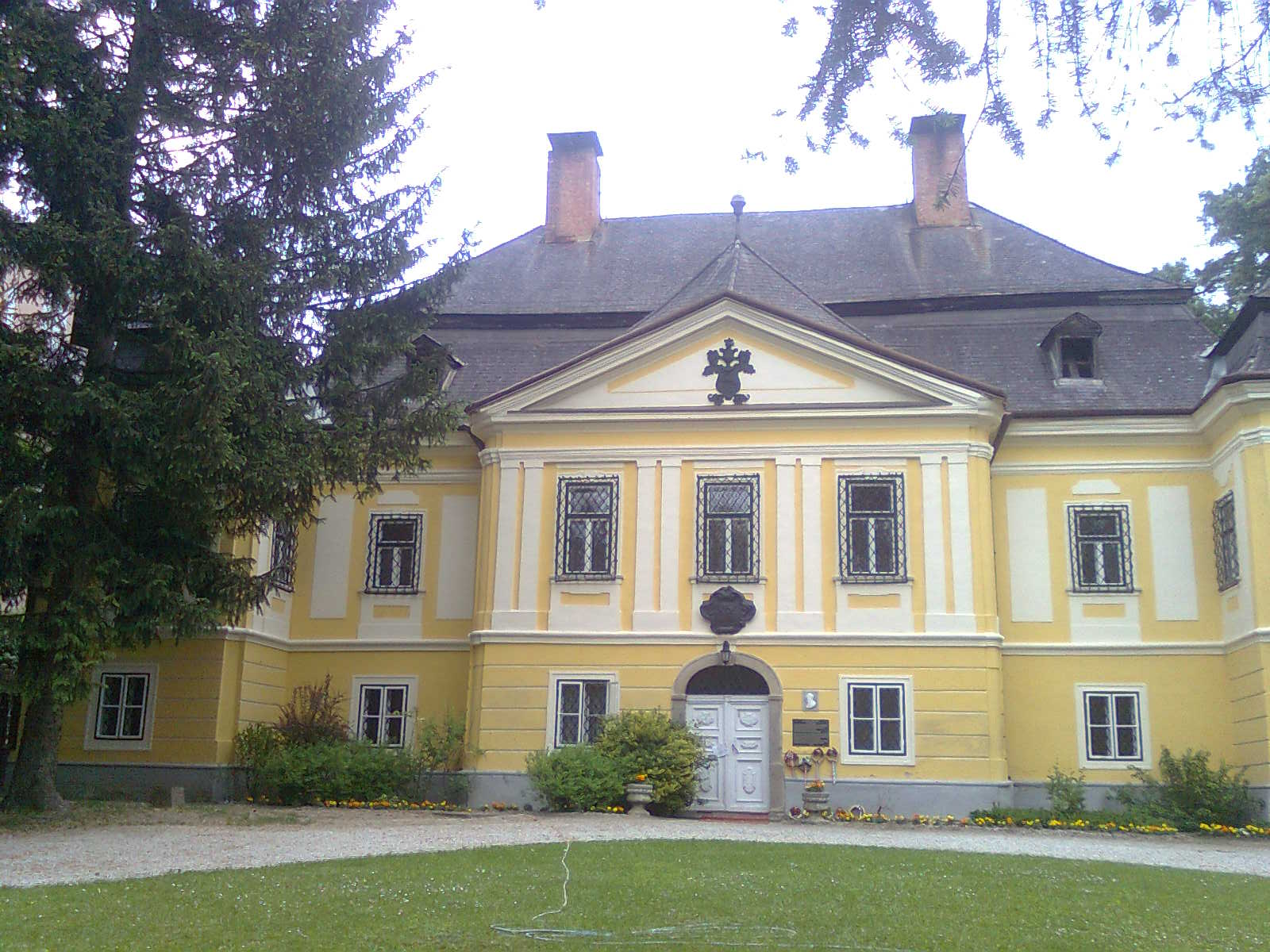
A kastély homlokzata

## A kastély jellegzetes vonásai
Az 1+1+3+1+1 tengelyes, egyemeletes épület négyzetes alapú saroktornyokkal rendelkezik. Barokk vasrács díszíti és védi a kivétel nélkül egyenes záródású ablakokat. A később kiépített ispánlakások, toldalékok is egyszintesek. A középrizalit közepén kőkeretes, kosáríves kapu nyílik, a rizalitot timpanon zárja le. Az oromzaton a Platthy-család címere látható. A kastély tetejét manzárdtető fedi. Pilléres, kosáríves tornác látható a későbbi toldalékokkal körülépített udvar irányában, a kastély hátsó homlokzatán. A kastély előtti parkrészben száz évnél is idősebb akácfa, két krisztustövisfa és a Jókai fájaként nyilvántartott vadgesztenyefa található.